# Salita al Calvario (Bosch Gand)

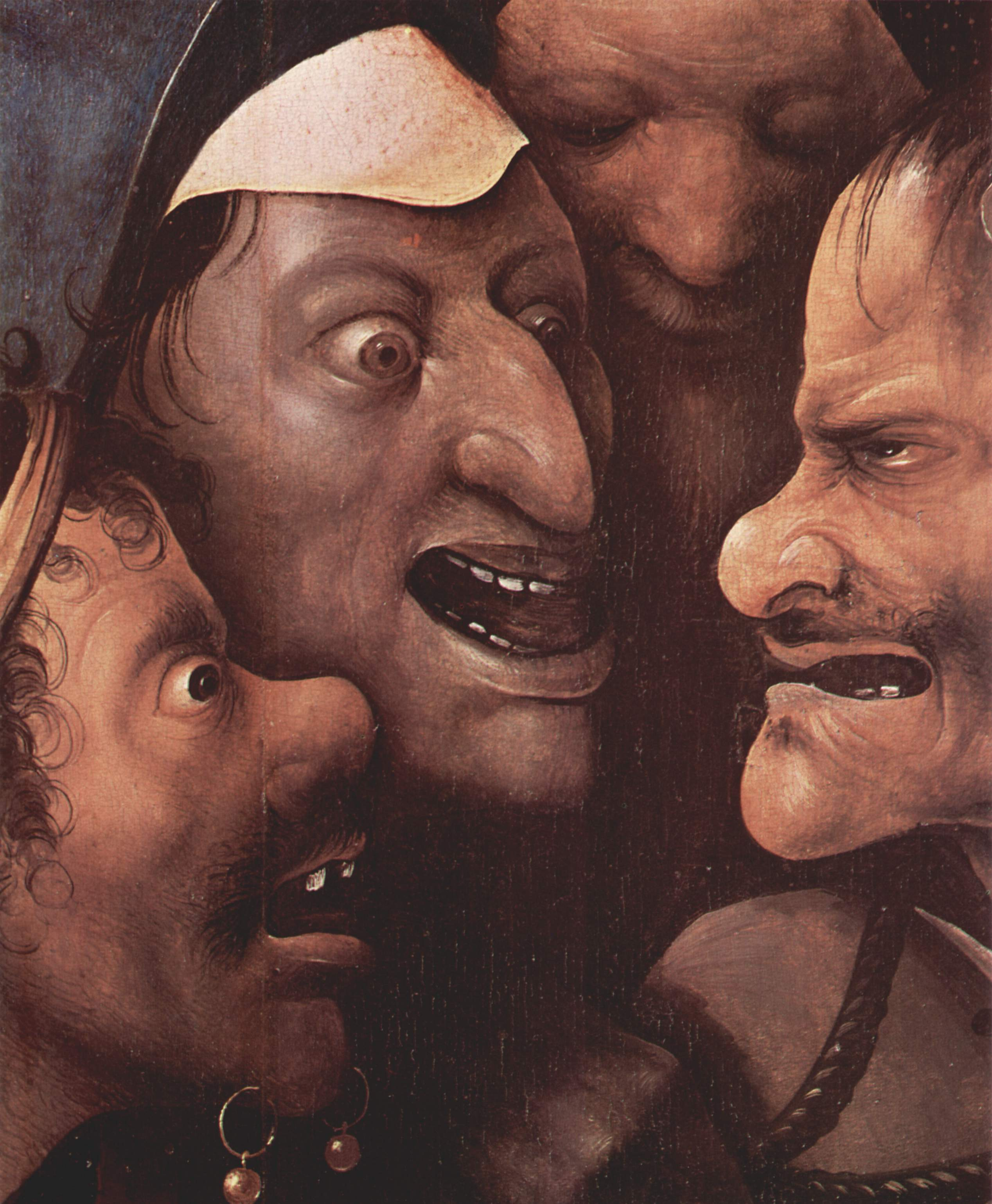
Dettaglio

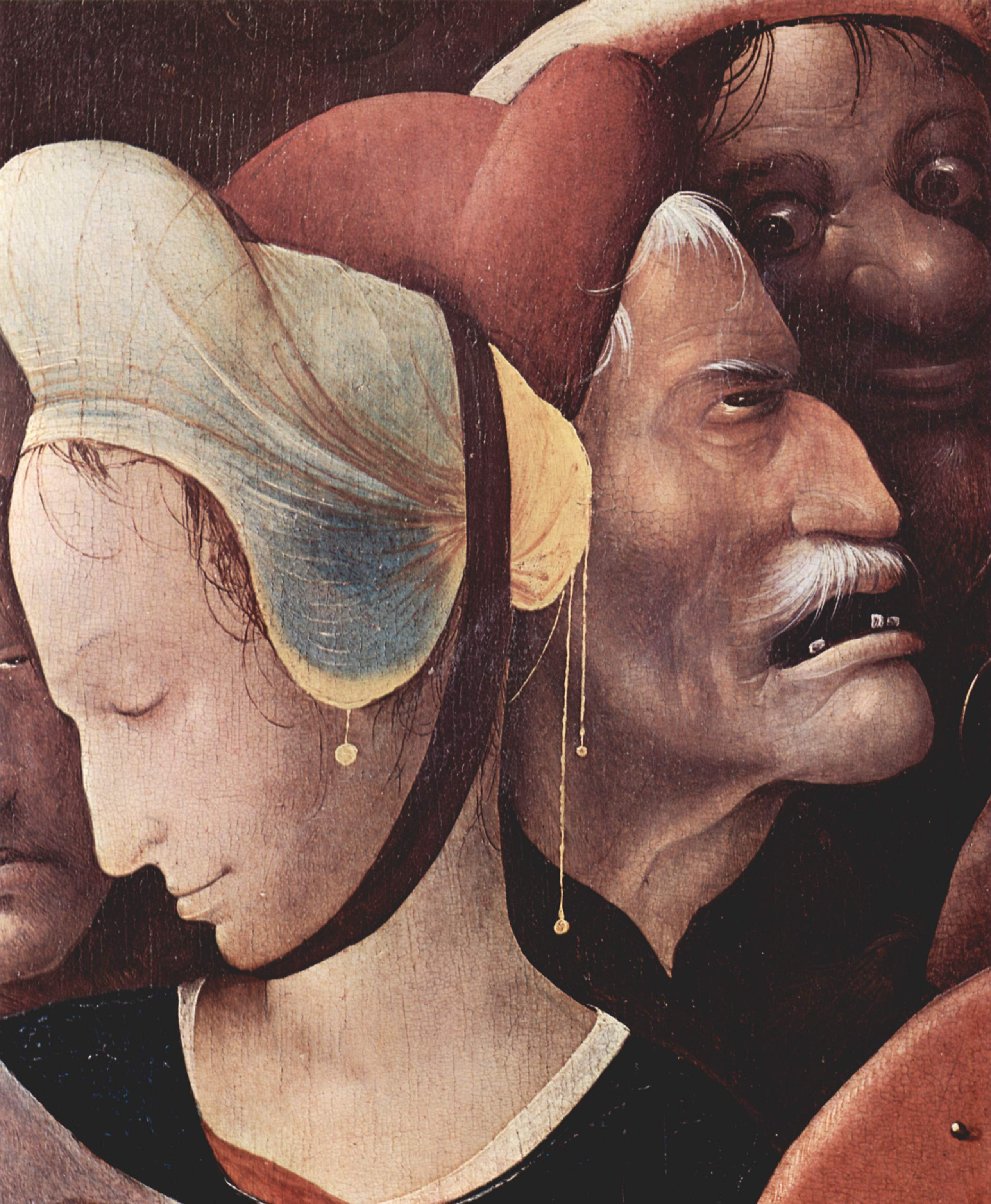
La Veronica, con il panno su cui è impresso il volto del Salvatore, nell'atto di volgere la testa all'indietro con gli occhi socchiusi

La Salita al Calvario (o Cristo portacroce) è un dipinto a olio su tavola (76,7x83,5 cm) attribuito a Hieronymus Bosch, con datazione al 1510-1516 circa, o a un imitatore dell'artista, con datazione al 1535 circa. È conservato nel Museo di belle arti di Gand.

## Storia
L'opera venne acquistata da Hulin Loo nel 1902 per il museo di Gand. Venne lievemente ridotta agli angoli, e restaurata nel 1956-1957.
Come per il resto delle opere di Hieronymus Bosch, la datazione è molto incerta, sebbene la critica la assegni prevalentemente alla sua ultima fase. Alcuni autori la ritengono degli anni 1503-1504, altri la fanno rientrare nel 1515-1516; Carrassat la poneva tra il 1510 e il 1516. Non è certo che sia un'opera autografa di Bosch. Nel catalogo dell'esposizione retrospettiva del 2001 a Rotterdam, infatti, è stata attribuita ad un imitatore e la si è datata tra il 1510-1535.
Esistono almeno altre due versioni della Salita al Calvario realizzate da Bosch, una precedente (1490-1500) nel Kunsthistorisches Museum di Vienna, più piccola di questa; e un'altra che è datata nel 1498 circa ed è conservata nel Monasterio de San Lorenzo del Escorial (Madrid), molto più grande delle altre due (150x94 cm).

## Descrizione e stile
Su uno sfondo scuro neutro sono rappresentate numerose teste (se ne contano diciotto, più quella sul velo della Veronica), che si accalcano attorno al Cristo che sta portando la croce, con uno sguardo di malinconica rassegnazione, dagli occhi chiusi e abbassati.
La Salita al Calvario di Gand mette in scena la bestialità e la ferocia della folla di fronte all'umanità di Gesù Cristo. La tavola, popolata da volti grotteschi, è costruita su due diagonali che, sviluppandosi lungo la croce e l'asse delle figure, si incontrano in quello rassegnato di Cristo, che contrasta fortemente con i lineamenti caricati degli sgherri circostanti.
Ai quattro angoli si trovano figure significative della via Crucis. In basso a destra si vede il cattivo ladrone, che ringhia agitato contro tre volti animaleschi che lo dileggiano. In quello in alto a destra si vede invece il buon ladrone, quasi un moribondo che viene confessato da un frate dal volto spaventoso. La presenza dei due ladroni, tipica anche di altre opere di Bosch, è da mettere in relazione con l'esempio offerto al fedele, di possibile redenzione o di adesione totale al male. Nell'angolo in basso a sinistra si vede la Veronica con la sindone, che volge la testa all'indietro e ha gli occhi socchiusi. In alto a sinistra si distingue infine Simone di Cirene, col volto quasi rovesciato verso l'alto, il cui gesto di tenere la croce pare più un ostacolo che un aiuto a Gesù. È curioso notare come i tre personaggi positivi - Gesù, la Veronica e Disma - abbiano tutti gli occhi chiusi o semichiusi, come per estraniarsi dalla scena.
G. Dorflès mise in evidenza che «le figure si proiettano su unico primo piano, e le eventuali preoccupazioni riguardo alle prospettive restano più o meno abolite (...), sono solo le teste che, viste su un piano generale, creano una composizione che manca di masse e volumi».
In questa tavola, Bosch utilizza la grottesca e la deformazione e nessun altro simbolo per presentare la malvagità della scena. La sua composizione e inquadramento «sovrasta la crudeltà, l'ira e l'odio degli uomini» (Carrassat), come si vede nei gesti e nelle mimiche facciali. L'intera composizione è popolata da personaggi negativi, per lo più col volto scuro, come a simboleggiare i loro cattivi sentimenti, deformati da un'intera gamma di smorfie e distorsioni caricaturali che cercano di rappresentare tutte le malvagità e le bassezze dell'uomo.
Per trovare precedenti a questa rappresentazione sono stati chiamati in causa i disegni leonardeschi (ma caricature appaiono ben prima nell'arte di Bosch), i misteri medievali fiamminghi, o anche la tradizione grottesca dell'area germanica.

## Curiosità
- Nello sceneggiato televisivo I promessi sposi  una copia del dipinto si trova nel palazzo di Don Rodrigo.